# 福岡県立遠賀高等学校
福岡県立遠賀高等学校（ふくおかけんりつ おんがこうとうがっこう、Fukuoka Prefectural Onga High School）は、福岡県遠賀郡遠賀町上別府にある県立高等学校。

## 概要
歴史
1911年（明治44年）に開校した「福岡県遠賀郡立遠賀農学校」を前身とする。2011年（平成23年）に創立100周年を迎えた、福岡県内の伝統校の一つ。
第2次桂内閣時の文部大臣小松原栄太郎の開校認可によって郡立学校として開校した。甲種農学校時代の高度農学教育機関の時期（昭和3年〜昭和23年）を経て現在に至るまで、永らく福岡県北部地域の産業教育を支えている。
因みに、校名である遠賀高等学校の「遠賀」とは、現在の学校所在地である遠賀町や現遠賀郡を由来とする名称ではなく、官営八幡製鐵所や、石炭出荷港であった若松港を有する旧遠賀郡一帯（現在の遠賀郡内及び北九州市八幡西区・八幡東区・若松区・戸畑区・中間市周辺）唯一の郡立学校であることに由来している。明治44年の開校以来、昭和46年の遠賀町への移転までの学校所在地は、北九州市八幡西区則松であった。

日本学士院賞受賞の農学界の大斗盛永俊太郎教授とともに九州帝国大学で稲の研究を行い、後に農業技術研究所(現.国立研究開発法人農業環境技術研究所)第四室主任となった栗山英雄博士(農学博士)は、大正11年度の卒業生である。
校区
福岡県全域
設置課程・学科
- 全日制課程 2学科
  - 普通科
    - 生活創造コース
    - 環境共生コース
    - 情報ビジネスコース

  - 農業食品科（農業に関する学科）

校訓
「自立・勤勉・創造」
校章
六芒星を背景にして、中央に「高」の文字を置いている。
校歌
作詞は工藤和久、作曲は森脇憲三、編曲は水上裕子によるもの。歌詞は3番まであり、各番とも「遠賀高校」で終わる。

## 沿革
農学校時代
- 1910年（明治43年）12月8日 - 文部省によって「福岡県遠賀郡立遠賀農学校」の設立が認可される。
- 1911年（明治44年）4月1日 - 開校。第1回入学生は56名。
- 1919年（大正8年）10月1日 - 「福岡県遠賀農学校」と改称。
- 1923年（大正12年）4月1日 - 県に運営移管される。
- 1928年（昭和3年）3月29日 - 入学資格を高等小学校卒業程度に変更。甲種農学校に昇格。
- 1941年（昭和16年）4月1日 - 生徒定員を300名に増員。

新制高等学校
- 1948年（昭和23年）
  - 4月1日 - 学制改革により「福岡県立遠賀農業高等学校」（新制高等学校）が発足。新制の併置中学校を設置。
  - 7月30日 - 本校に定時制を設置。水巻分校を設置。
- 1949年（昭和24年）
  - 3月31日 - 併置中学校を廃止。
  - 8月31日 - 「福岡県立遠賀高等学校」（現校名）に改称。
- 1950年（昭和25年）4月1日 - 岡垣村に定時制分教場を設置。
- 1951年（昭和26年）4月1日 - 別科（1年生）を設置。男女共学を開始。
- 1952年（昭和27年）4月1日 - 水巻分校が分離の上、水巻町立水巻高等学校[6]として独立。
- 1954年（昭和29年）
  - 4月1日 - 農村家庭科を設置。岡垣分教場の生徒募集を停止。
  - 9月30日 - 新校歌を制定。
- 1955年（昭和30年）4月1日 - 「福岡県立遠賀農芸高等学校」に改称。農業科第1学級を改編し、園芸科を新設。
- 1956年（昭和31年）
  - 3月31日 - 岡垣分教場を廃止。
  - 3月 - 別科の募集を停止し、農村家庭科1学級を増設。
- 1963年（昭和38年）4月1日 - 農村家庭科を生活科に変更。
- 1966年（昭和41年）3月28日 - 遠賀郡遠賀町上別府の国有林（現在地）に移転改築が決定する。
- 1970年（昭和45年）
  - 2月28日 - 農業科実習室が完成。
  - 3月27日 - 校舎（第一期工事）が完成。
- 1971年（昭和46年）
  - 3月25日 - 校舎（第二期工事）が完成。
  - 3月29日 - 農場建物が完成。
  - 4月1日 - 新校舎に移転完了。所在地を遠賀郡遠賀町大字上別府2110番地（現在地）とする。
- 1972年（昭和47年）3月13日 - 校舎（第三期工事）が完成。
- 1973年（昭和48年）
  - 4月1日 - 農業科の募集を停止し、食品加工科（1学級）と普通科（1学級）を新設。
  - 5月31日 - 体育館・柔剣道場が完成。
- 1974年（昭和49年）7月31日 - 普通教室の増築工事が完成。
- 1975年（昭和50年）
  - 1月13日 - 食品加工科実習棟（第一期工事）が完成。
  - 4月1日 - 再び「福岡県立遠賀高等学校」（現校名）と改称。
- 1976年（昭和51年）4月1日 - 普通科を1学級増設。
- 1977年（昭和52年）
  - 2月23日 - 普通科教室増築（第二期工事）が完成。
  - 3月22日 - 運動場を整備。
- 1978年（昭和53年）2月22日 - 果樹実習棟が完成。
- 1979年（昭和54年）
  - 1月16日 - 農業施設実習室・農機具整備実習室が完成。
  - 3月29日 - 養鶏解体実習室が完成。果樹実習園を造成。
- 1980年（昭和55年）9月9日 - 食堂売店が完成。
- 1981年（昭和56年）
  - 2月2日 - 温室が完成。
  - 4月1日 - 生活科1学級を廃止し、普通科とする。（普通科3学級となる）
- 1982年（昭和57年）11月2日 - 同窓会土地が寄付される。
- 1983年（昭和58年）3月30日 - プールが完成。
- 1987年（昭和62年）1月9日 - トレーニング場を増築。
- 1988年（昭和63年）4月1日 - 普通科を1学級増設する。
- 1990年（平成2年）4月4日 - 周回コースが完成。
- 1991年（平成3年）
  - 4月1日 - 園芸科・食品加工科・生活科の募集を停止し、産業技術科を1学級新設し、普通科を2学級増設。
  - 11月2日 - 創立80周年を記念して、校訓碑を建立。
- 1992年（平成4年）3月31日 - 農業情報処理室と生物工学実習室を増改築。
- 1996年（平成8年）
  - 2月16日 - 弓道場が完成。
  - 4月1日 - 普通科を1学級減らす。
- 1998年（平成10年）4月1日 - 普通科1学級を普通科情報ビジネスコースに改組。
- 2005年（平成17年）4月1日 - 普通科を1学級減らす。
- 2007年（平成19年）4月1日
  - 産業技術科の募集を停止し、グリーンサイエンス科を1学級新設。
  - 普通科情報ビジネスコースの募集を停止し、普通科観光・情報コースを1学級新設。
  - 普通科2学級を普通科ヒューマンライフコースと普通科自然環境コースに改編。
- 2008年（平成20年）4月7日 - スクールバスの運行を開始。
- 2009年（平成21年）3月31日 - ビオトープが完成。
- 2010年（平成22年）3月31日 - 正門の大規模改修工事が完了。
- 2011年（平成23年）
  - 3月25日 - 遠賀の森緑化整備が完了。
  - 11月27日 - 創立100周年記念式典を挙行。

## 部活動
運動部
- 剣道部
- バドミントン部
- 野球部
- サッカー部
- ボート部
- バスケットボール部
- 弓道部
- 柔道同好会
- 陸上同好会
- テニス同好会
- バレーボール同好会
- 卓球同好会

文化部
- 生活部
- 書道部
- イラストレーション部
- 茶華道部
- 遠賀太鼓部
- ボランティア同好会
- パソコン同好会
- 軽音楽同好会

## 交通アクセス
最寄りの鉄道駅
- JR九州 鹿児島本線 「遠賀川駅」から約3.5km

最寄りのバス停
- スクールバス - 朝2便（遠賀川駅から遠賀高校）・夕2便（遠賀高校から遠賀川駅）
- おんがコミュニティバス 虫生津線 「遠賀高校」バス停下車 朝遠賀川駅発通学時間帯1便 夕遠賀川駅行2便
- 西鉄バス宗像 「千代丸口」バス停から徒歩約20分：朝通学時間帯運行なし 夕15時台以降18時台まで1時間1本

最寄りの道路
- 福岡県道299号岡垣遠賀線 「千代丸」交差点

## 周辺
- 遠賀町立遠賀中学校
- 遠賀町立遠賀南中学校